# Neustarter-Stiftung
Die Neustarter-Stiftung ist eine unabhängige, gemeinnützige Stiftung in der Schweiz. Sie beschäftigt sich mit Generationenfragen und der Förderung des Austauschs und Ausgleichs zwischen jüngeren und älteren Menschen.
Mit der Unterstützung des Migros-Pionierfonds hat die Neustarter-Stiftung eine schweizweite Plattform für berufliche Chancen in der zweiten Lebenshälfte geschaffen.

## Entstehungsgeschichte und Organisation
Am 28. September 1999 wurde die Tertianum-Stiftung beurkundet, die sich mit dem Thema „Altern“ beschäftigte. Nach Abstimmung des Stiftungsrats über eine Neuausrichtung im Jahr 2016 wurde – angesichts des gravierenden demografischen Wandels begleitet von den rasanten Entwicklungen der Industrie und Arbeitswelt 4.0 – das Thema „Arbeit“ ins Programm aufgenommen. Damit begann das Projekt „Neustarter“, welches 2017 online ging. Die Tertianum-Stiftung wurde am 13. März 2018 in Neustarter-Stiftung umbenannt.
Oberstes Organ der Stiftung ist der Stiftungsrat, der aus ehrenamtlich tätigen Mitgliedern besteht. Die Geschäfte werden von der Geschäftsführung geführt, die für die operativen Aufgaben der Stiftung Dritte beauftragen oder Personal einstellen kann. Stand Januar 2022 zählt das operative Team der Neustarter-Stiftung vier Personen.

## Partnerschaften und Finanzierung
Alleiniger Primärpartner der Neustarter-Stiftung ist die Zürcher Kantonalbank. Seit 2004 ist die Helvetia Versicherungen ebenfalls Partner der Stiftung (bis 2018 Primärpartner). Weitere Partner sind die "TBF + Partner AG", die "Avenir Group AG" und "Arbeitgeber Banken". (Stand: Januar 2022)
Die Stiftung finanziert sich zum grössten Teil durch das Sponsoring ihrer Partner und zusätzlich durch Einnahmen aus Dienstleistungen. Alle Einnahmen werden eingesetzt, um den Stiftungszweck zu erfüllen.

## Schwerpunkte und Aktivitäten
Schwerpunkte gemäss dem Zweck der Stiftung sind:
- Inspiration, Ermutigung und Unterstützung für berufliche Neustarts Erwerbstätiger 45+ innerhalb oder ausserhalb von Unternehmen
- Beratung von Unternehmen im Themenfeld generationenfreundliches Talentmanagement: Strategieentwicklung, agile Zusammenarbeit in altersgemischten Teams, Führung Baby-Boomer, Generation X, Y und Z, Arbeitgebermarke
- Forschung und Wissensaustausch zu Generationen- und Arbeitsfragen
- Gesellschaftlicher Diskurs rund um das Themenfeld «Ältere und Jüngere in der Arbeitswelt der Zukunft»

Die Stiftung bietet verschiedene öffentliche Veranstaltungen an wie Workshops, Seminare und monatliche Stammtische für Selbstständige und für Stellensuchende mit dem Ziel der Vernetzung und Anregung des gesellschaftlichen Diskurses, insbesondere um den demografischen Wandel zu verstehen und sinnvoll mitzugestalten.
Die Stiftung unterstützt auch Unternehmen im demografischen Wandel und bei gleichzeitig zunehmender Digitalisierung, um langjährige und ältere Mitarbeitende mit passenden Modellen und Methoden für zukünftige Arbeitswelten zu interessieren.

### Plattform loopings.ch
Mit der Unterstützung des Migros-Pionierfonds konnte die Neustarter-Stiftung im Herbst 2021 die Plattform loopings.ch ins Leben rufen. Die Plattform ist in drei Sprachen verfügbar: Deutsch, Französisch und Italienisch. Als nationales Kompetenzzentrum bietet Loopings Privatpersonen und Unternehmen verschiedene Angebote zu Weiterbildung, zu Standortbestimmungen, agiler Laufbahngestaltung, zum Quer- und Wiedereinstieg sowie zur Arbeit im Pensionierungsalter.

#### Loopings Landkarte
Die Loopings Landkarte verschafft einen Überblick über unterschiedlichste Unterstützungsangebote: Von Laufbahnberaterinnen und Laufbahnberatern über Life Coaches bis zu Wiedereinstiegs- oder Weiterbildungsprogrammen. Hier finden Unternehmen und Personen den kürzesten Weg zu erprobten Organisationen, Programmen und Dienstleisterinnen und Dienstleistern rund um die berufliche Entwicklung in der zweiten Lebenshälfte.

#### Loopings Studio
Das Loopings Studio widmet sich der Theorie und Praxis neuer Lösungen in der Arbeitswelt von heute und morgen. In Denkwerkstätten wird die theoretische Bearbeitung des Themenfelds «Arbeit 45+» vorangetrieben. Anschliessend werden zukunftsweisende Konzepte und Formate in der Praxis getestet. So entstand beispielsweise das Projekt "Praktikum Arbeitswelt 4.0".

#### Loopings Events
Im Loopings Eventkalender findet man Infos zu Workshops, Webinaren, Podiumsdiskussionen und Loopings Stammtischen zur Vernetzung mit Personen in ähnlichen beruflichen Phasen.

#### Loopings Magazin
Im Loopings Magazin beleuchten namhafte Autorinnen und Autoren vielfältige Aspekte des Themas «Älterwerden in der Arbeitswelt». Der emeritierte Professor für Soziologie an der Universität Zürich François Höpflinger teilt hier unter anderem neuste Ergebnisse seiner Forschungsarbeit. Die Artikel, Interviews und Geschichten handeln vom Berufsalltag, von der Arbeitswelt der Zukunft, sie bieten Analysen und Informationen zu neusten Entwicklungen – und vor allem Inspiration und Motivation, um selbst aktiv zu werden.

### Forschung
Die Stiftung engagiert sich auch in der Forschung, wie 2018 gemeinsam mit der Zürcher Hochschule für Angewandte Wissenschaften und der Zürcher Kantonalbank. So geht es z. B. im Forschungsprojekt «Arbeitsmarktintegration: Notwendigkeit eines Kulturwandels für ältere Arbeitskräfte? Potenziale und Hürden neuer Karrieremodelle» darum, herauszufinden, welche neuen Arbeitsmodelle sich derzeit herauskristallisieren – zum Beispiel Flexwork, altersgemischte Tandems, Projektarbeit oder Bogenkarrieren.
Bei dem im November 2018 ins Leben gerufenen Experiment „Praktikum Arbeitswelt 4.0“ geht es im Wesentlichen darum, es langjährigen Mitarbeitenden aus etablierten Unternehmen (wie z. B. aus der Banken- und Versicherungsbranche) zu ermöglichen, Erfahrungen in anderen Arbeitswelten zu sammeln und diese nach einem vierwöchigen Praktikum – bei einem Start-up oder einem anderen Unternehmen aus der Arbeitswelt 4.0 – in ihr Unternehmen einzubringen. Begleitet wird dieses vom Institut für angewandte Psychologie der Zürcher Hochschule für angewandte Wissenschaften.